# Anaurus flavimanus
Anaurus flavimanus är en spindelart som beskrevs av Simon 1900. Anaurus flavimanus ingår i släktet Anaurus och familjen hoppspindlar. Inga underarter finns listade i Catalogue of Life.